# Edme Bouchardon
Pour les articles homonymes, voir Bouchardon.
Edme Bouchardon (parfois orthographié Edmé Bouchardon), né à Chaumont-en-Bassigny le 29 mai 1698 et mort à Paris le 27 juillet 1762, est un sculpteur et dessinateur réputé du milieu du XVIIIe siècle.

## Biographie
Edme Bouchardon naît dans une famille d'artistes. Son père Jean-Baptiste et son frère Jacques-Philippe sont sculpteurs. Il est l'élève de Guillaume Coustou avant d'obtenir en 1722 le prix de Rome avec un relief ayant pour sujet Gédéon choisit ses soldats en observant leur manière de boire. Il part en 1723 se perfectionner à l'Académie de France à Rome où il reste neuf ans. Il se trouve dans la cité papale au même moment que le sculpteur Adam, et présente un projet pour la fontaine de Trévi. Il profite également de son séjour pour réaliser une copie du Faune Barberini. À son retour en 1732, il obtient immédiatement (fait rare) un logement au Louvre. Il est nommé sculpteur du roi en 1732, obtient l'agrément de l’Académie en 1733 avant d'être reçu en 1744. Enfin, il en devient professeur en 1745.
On lui connaît une cinquantaine de statues. Parmi ses réalisations majeures, on compte la fontaine de la rue de Grenelle. Elle illustre son intérêt pour la problématique de cet élément urbain, qu'il avait développé dans son projet pour celle de Trévi. L'Amour se faisant un arc de la massue d'Hercule (1750) conservé au musée du Louvre est un autre de ses chefs-d'œuvre. Cette sculpture, commandée par le directeur des Bâtiments du roi, Philibert Orry, est destinée au château de Versailles. Il aime également entourer des jeunes génies ou enfants d'animaux fabuleux (Enfant chevauchant un dauphin, plâtre au Musée de Los Angeles et un des hauts reliefs du Salon des Dauphins de l'ancien Palais des Princes-Evêques de Liège). Ce sont soit des hauts reliefs, soit des plâtres ou des bronzes souvent datés et signés.
L'artiste est connu pour ses portraits. 
Il réalise en 1758 dans son atelier de fonderie de la rue du Faubourg-du-Roule (emplacement des actuels 195 à 205 rue du Faubourg-Saint-Honoré) une statue équestre de Louis XV transportée par chariot place Louis XV (place de la Concorde). Sa mort en 1762 interrompt sa conception du piédestal. On le considère comme un point d'équilibre entre la sévérité de l'Antique et la grâce du naturel rocaille. Il est également vu comme un précurseur du néoclassicisme en sculpture et connu pour ses talents de dessinateur. Nous conservons aujourd'hui de nombreux dessins et esquisses de sa main, essentiellement des sanguines.

## Œuvres
- Bustes de Clément XII, des cardinaux de Rohan et Melchior de Polignac à Rome ;
- Allegoria della Religione (Allégorie de la Religion), terre cuite, vers 1730-32. Museo di Palazzo Venezia, Rome ;
- Buste de Charles-Frédéric de la Tour du Pin. Ce buste (en marbre blanc), mis en vente à l'hôtel Drouot en 2012 par les descendants du marquis, a été adjugé 3,75 millions d'euros et a été préempté par le Musée du Louvre. Réalisé par Bouchardon à son retour de Rome ce buste est inspiré par les chefs-d’œuvre de l’Antiquité découverts par l'artiste lors de son séjour à la Villa Medicis. Exposé au Salon de 1738, cette œuvre, qui marque une rupture dans la tradition Française du portrait en sculpture, a définitivement établi la réputation du sculpteur.
- Les figures du Christ à la colonne, de la Vierge de douleurs et de huit des douze apôtres, Paris, chœur de l'église Saint-Sulpice[5] ;
- L'Amour se faisant un arc de la massue d'Hercule (1750), marbre, Paris, musée du Louvre ;
- Fontaine des Quatre-Saisons, Paris, à côté du musée Maillol - Fondation Dina Vierny, rue de Grenelle ;

Fontaine des Quatre-Saisons
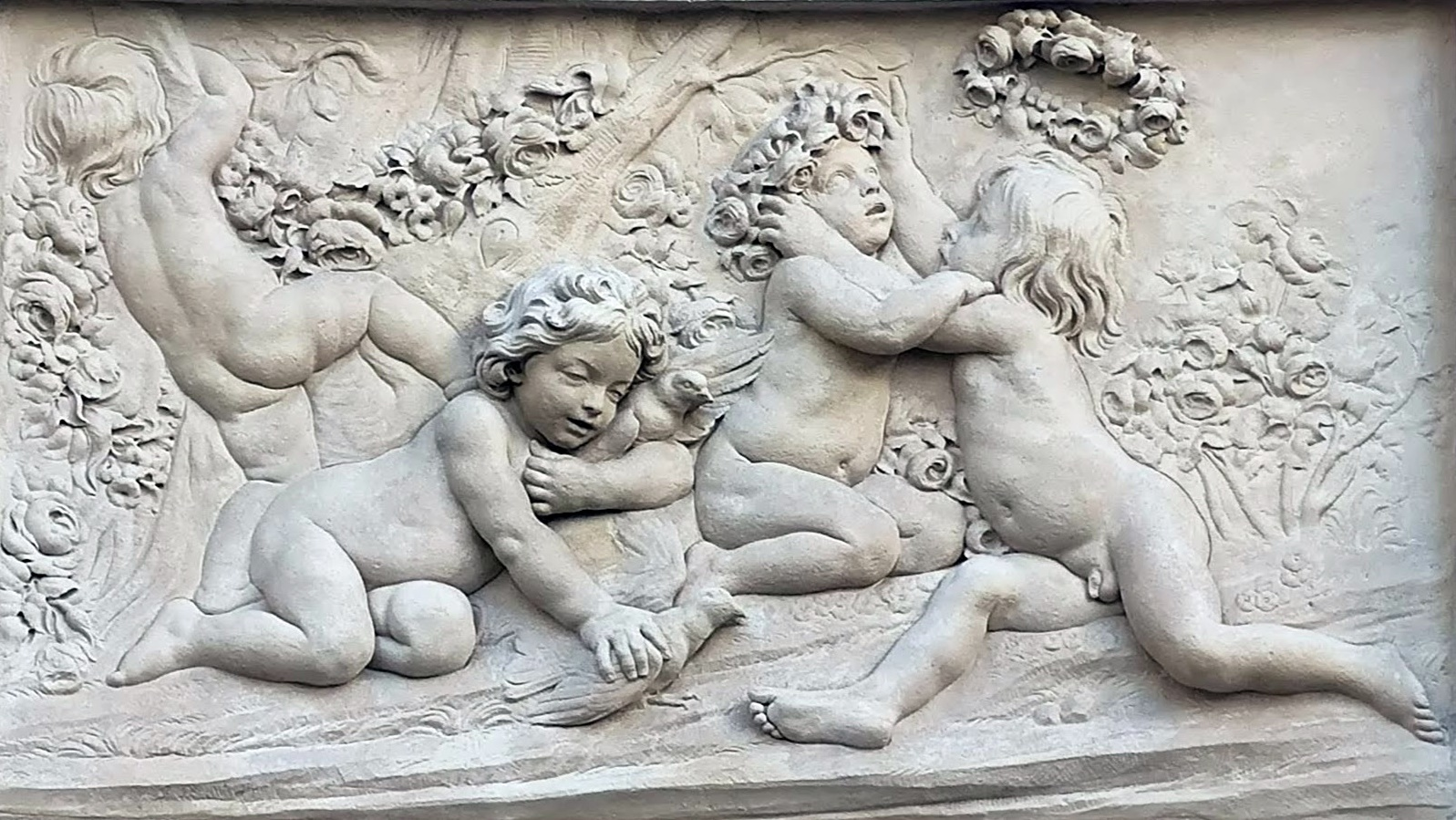
Le printemps.
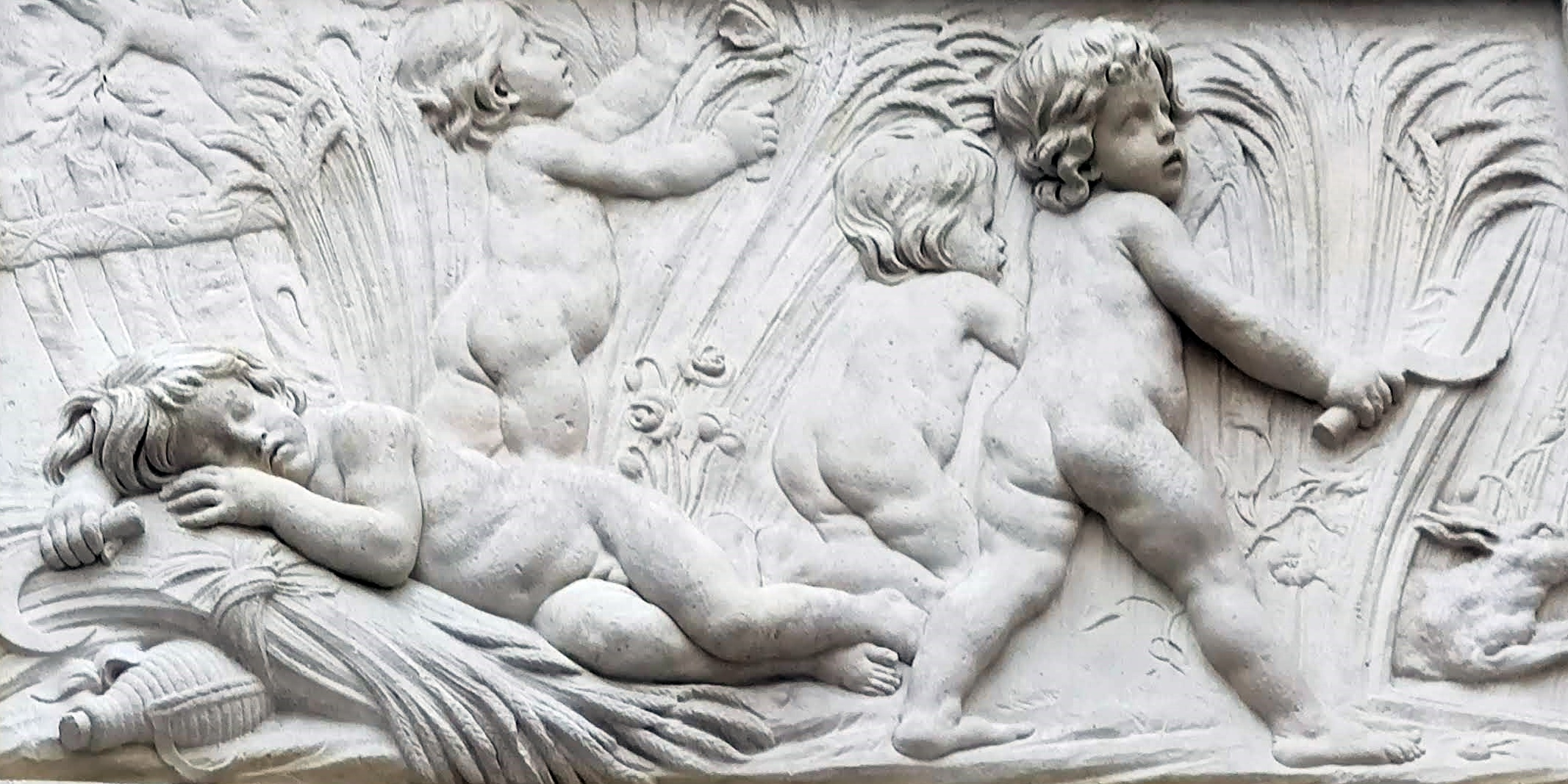
L’été.
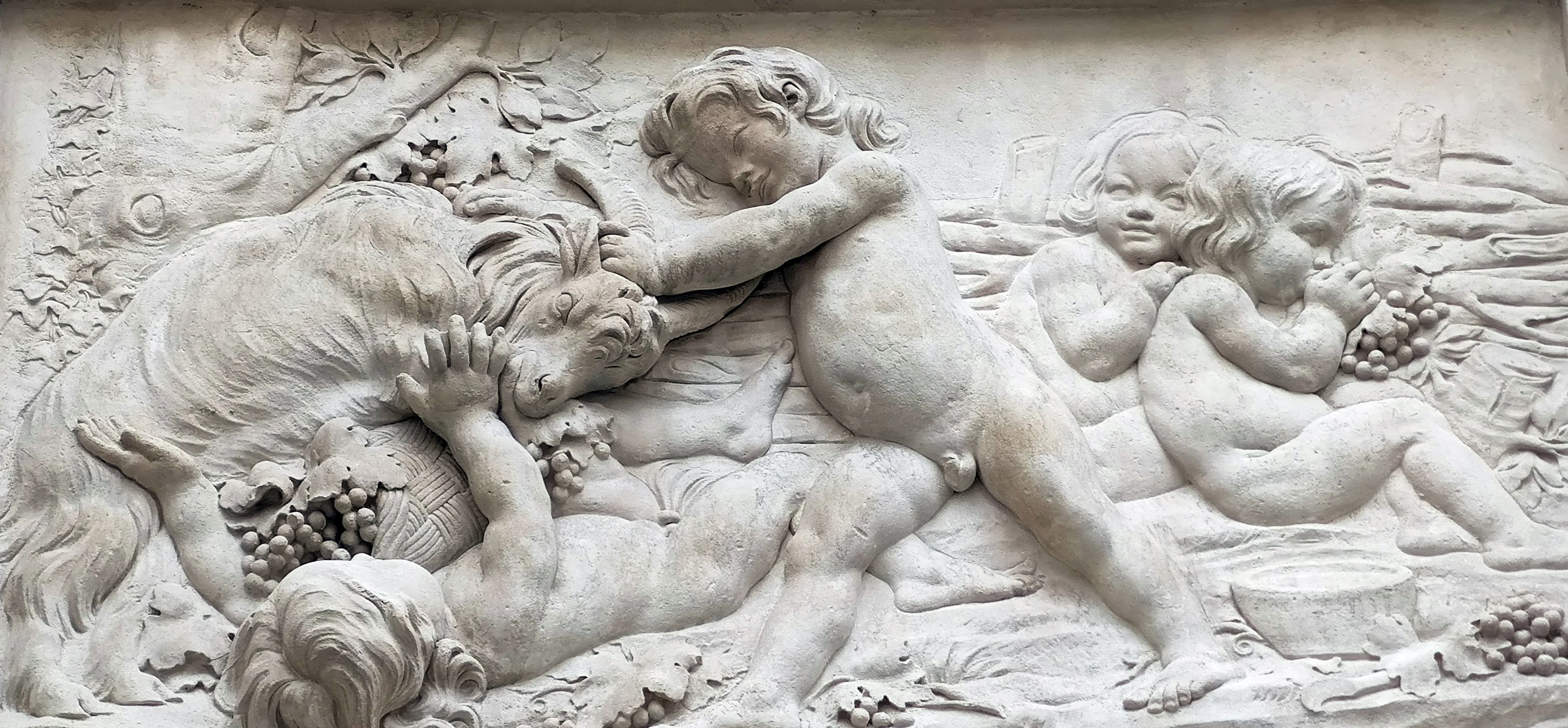
L’automne.
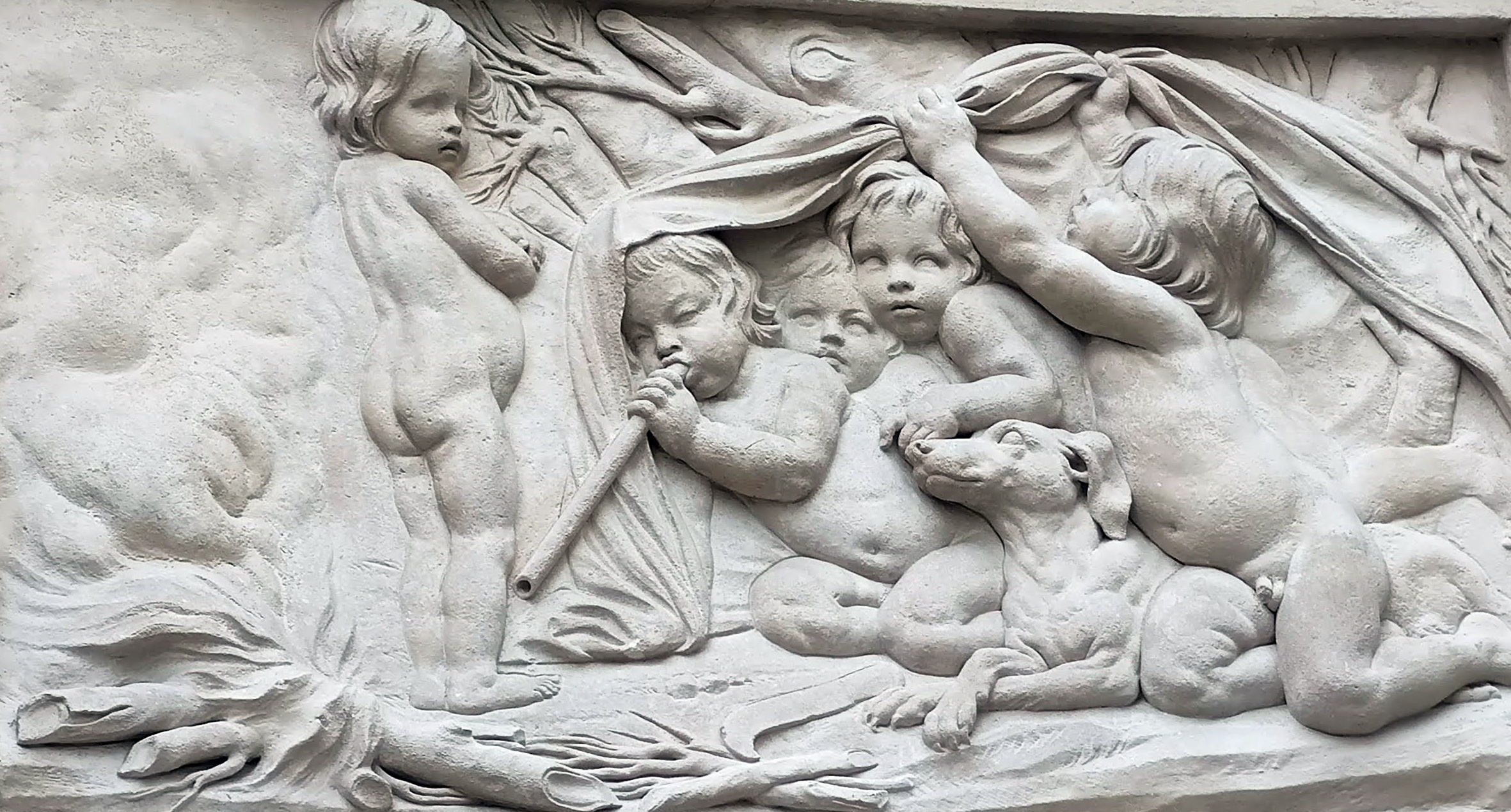
L’hiver.

- Louis XV, statue équestre (détruite à la Révolution). Un modèle par son élève Louis-Claude Vassé est visible au musée du Louvre ;
- Calvaire à Remiremont, Vosges, offert par Charles Marie David en 1858 ;
- Plusieurs sujets pour les bassins du château de Versailles, dont Protée pour le bassin de Neptune.
- Beaux-Arts de Paris :
  - Vase à couvercle[6], sanguine, H. 0,231 ; L. 0,161 m. À la fin des années 1730, Bouchardon réalisa deux Livres de vases, constitués chacun de douze planches gravées par Gabriel Huquier. Ce dessin est préparatoire pour la onzième eau-forte de la première série[7].
  - Tête de femme coiffée d'un fichu[8], sanguine, H. 0,445 ; L. 0,292 m. Cette tête de femme, de grand format, est à rapprocher d'un dessin similaire aujourd'hui conservé au Département de Arts graphiques du musée du Louvre. Il s'agit du même modèle étudié sous des angles différents, et dont l'expression du visage varie[9].
  - Etude d'homme étendu sur le côté[10], sanguine, H. 0,400 ; L. 0,562 m. Cette académie ne fut pas gravée mais fit l'objet d'une contre-épreuve (Nationalmuseum de Stockholm). Bouchardon réservait vraisemblablement cette feuille aux amateurs, et exécuta la contre-épreuve pour alimenter son fonds d'atelier, destinée à servir de modèle à ses élèves[11].
  - Etude d'après "L'Amour tendant son arc", sanguine, H. 0,341 ; L. 0,245 m, d'après un Eros de Lysippe que le sculpteur a du étudier à Rome, on connait cinq autres copies de la main de Bouchardon. De cet antique, Bouchardon su en tirer un de ses plus célèbres sculptures : L'Amour se faisant un arc dans la massue d'Hercule.[12],[13]
- Edme Bouchardon : Projet de jeton pour « Les parties casuelles, 1757 », 1756, sanguine sur papier vergé, 38,2 x 24,8 cm, Orléans, musée des Beaux-Arts[14].
- Dessins dont le portrait de son père et autres études pour la statue équestre de Louis XV, musée d'art et d'histoire de Chaumont

## Galerie

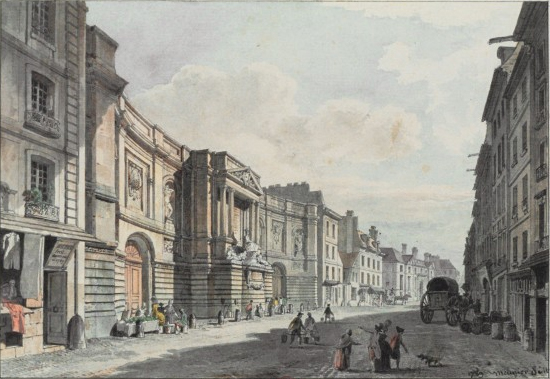
Fontaine ; dessin de 1789.
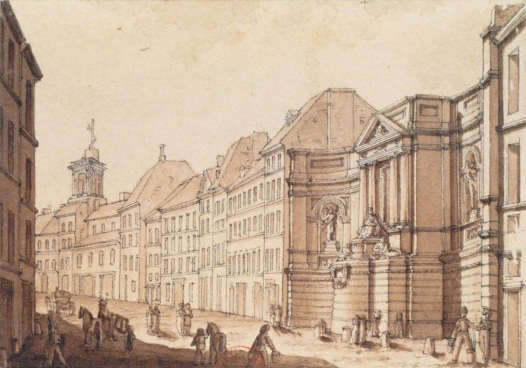
Fontaine ; dessin du XIXe siècle.
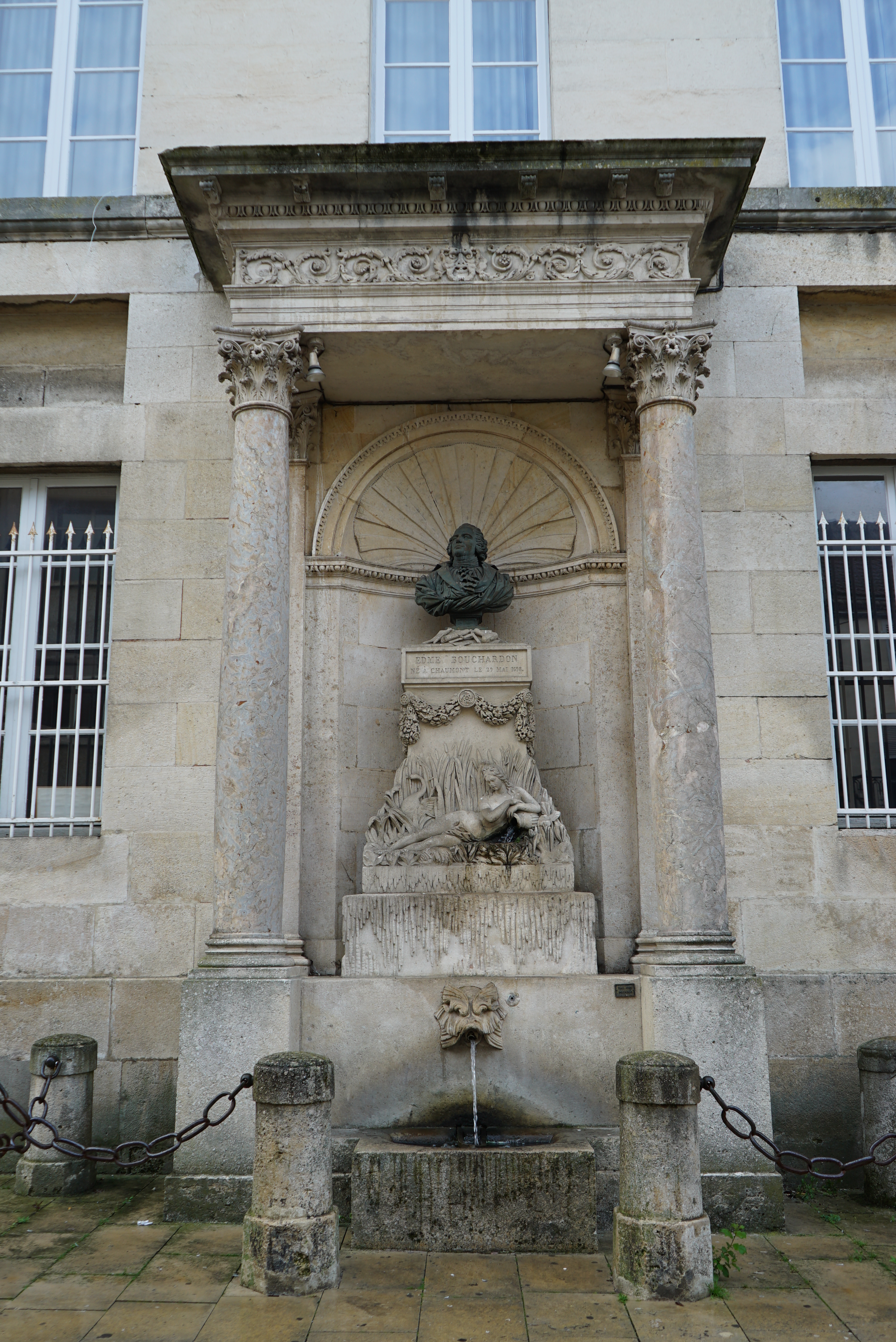
Son buste à Chaumont.
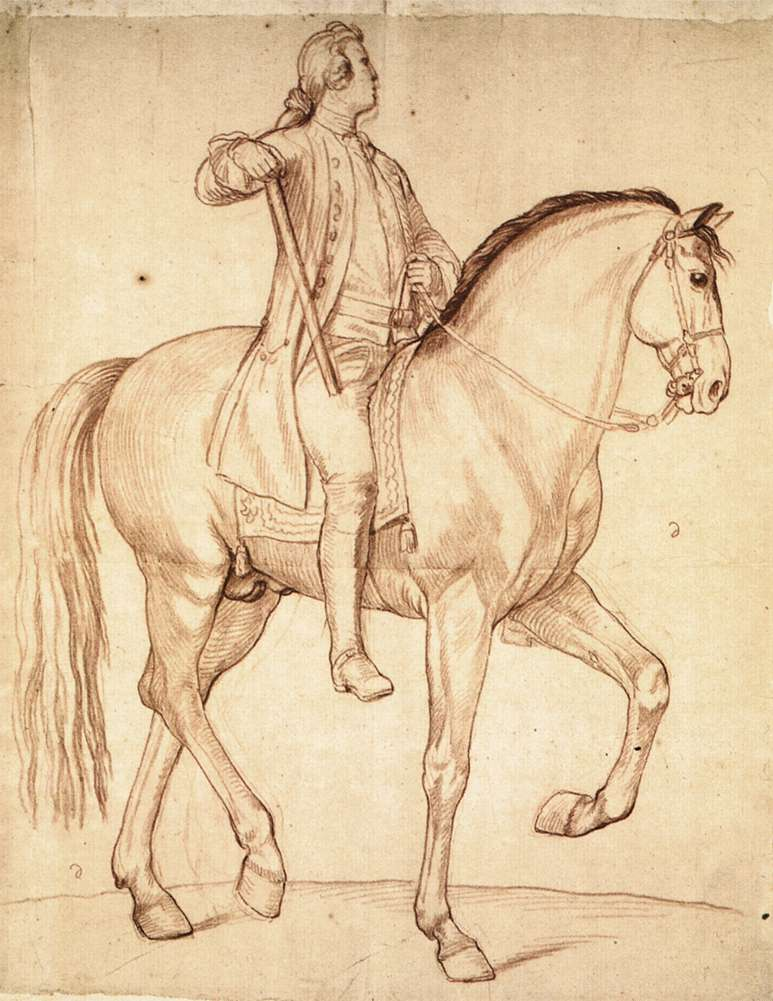
Étude pour une statue équestre de Louis XV, env. 1750, Le Louvre.
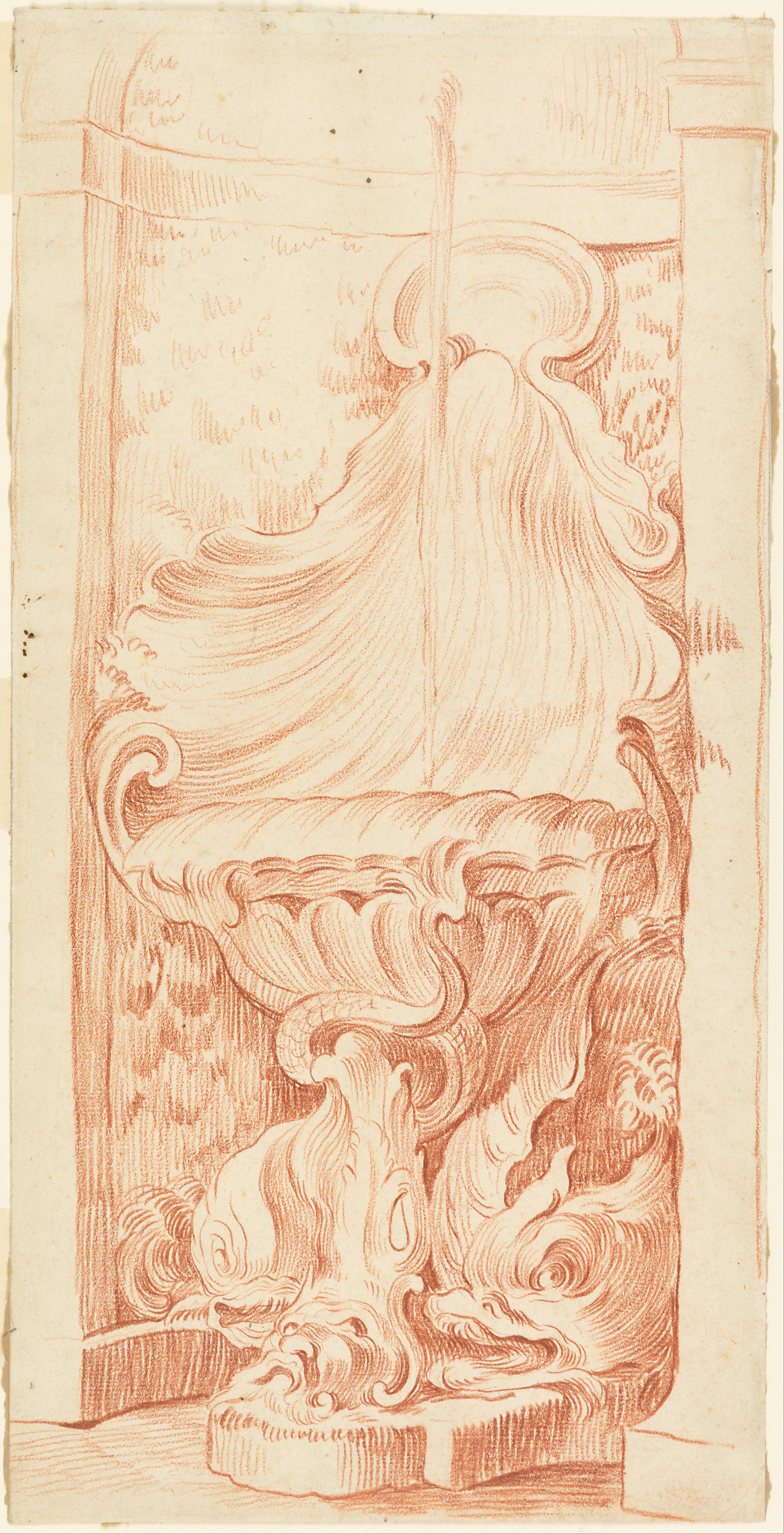
Etude pour une fontaine., env. 1735, Cooper–Hewitt, National Design Museum.
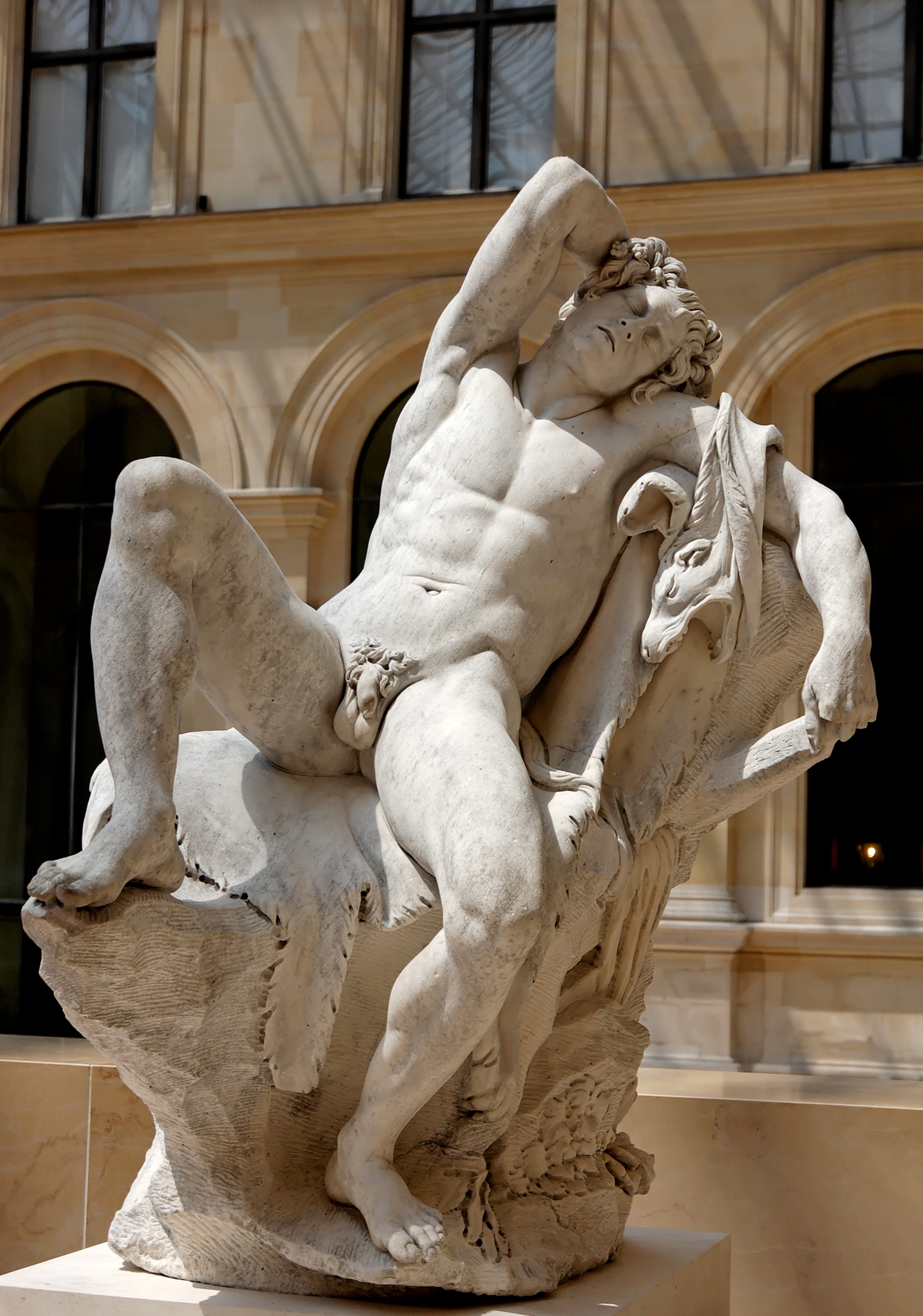
Copie du Faune Barberini.
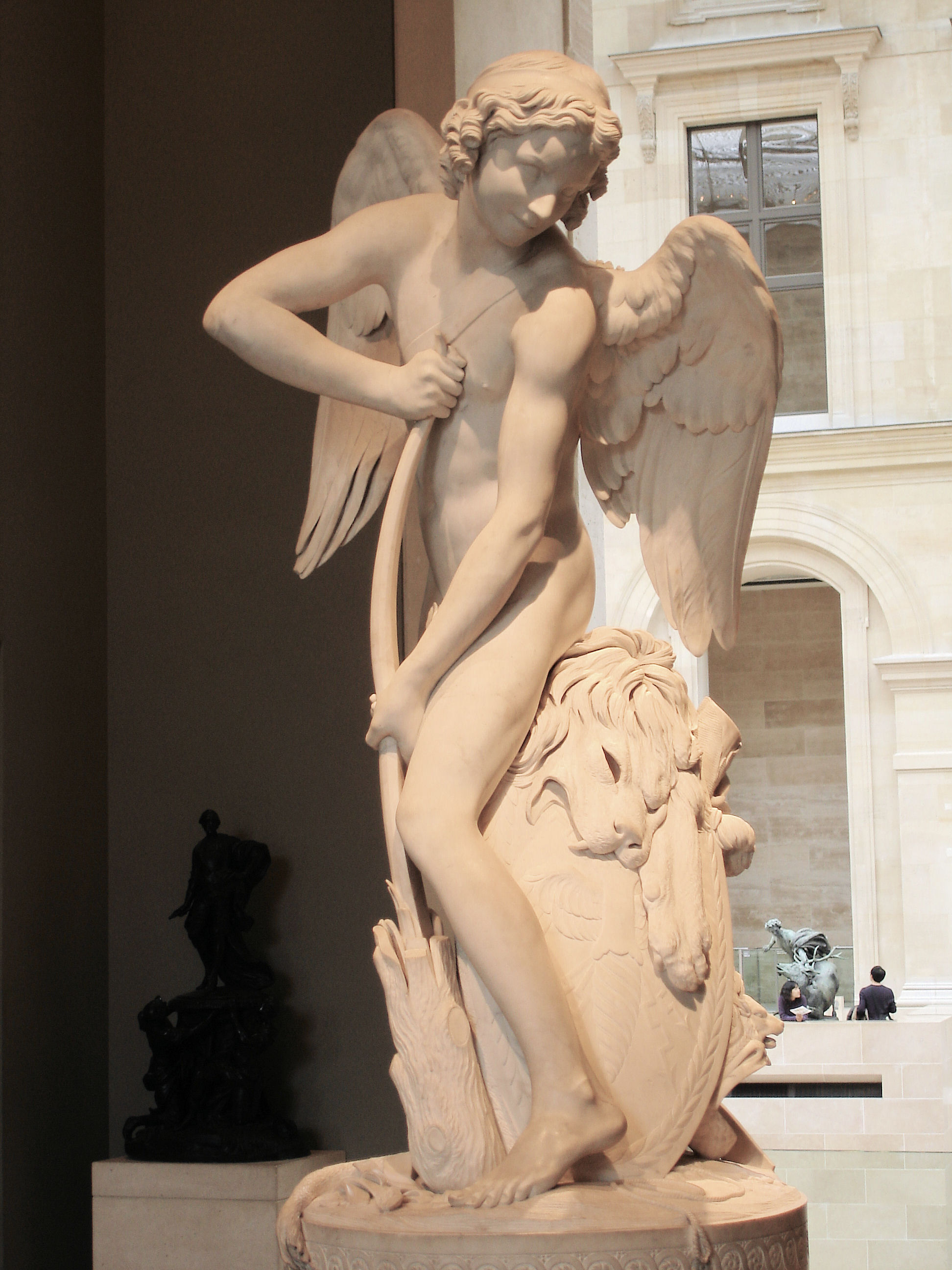
L'Amour se taillant un arc dans la massue d'Hercule - 1750 - musée du Louvre.
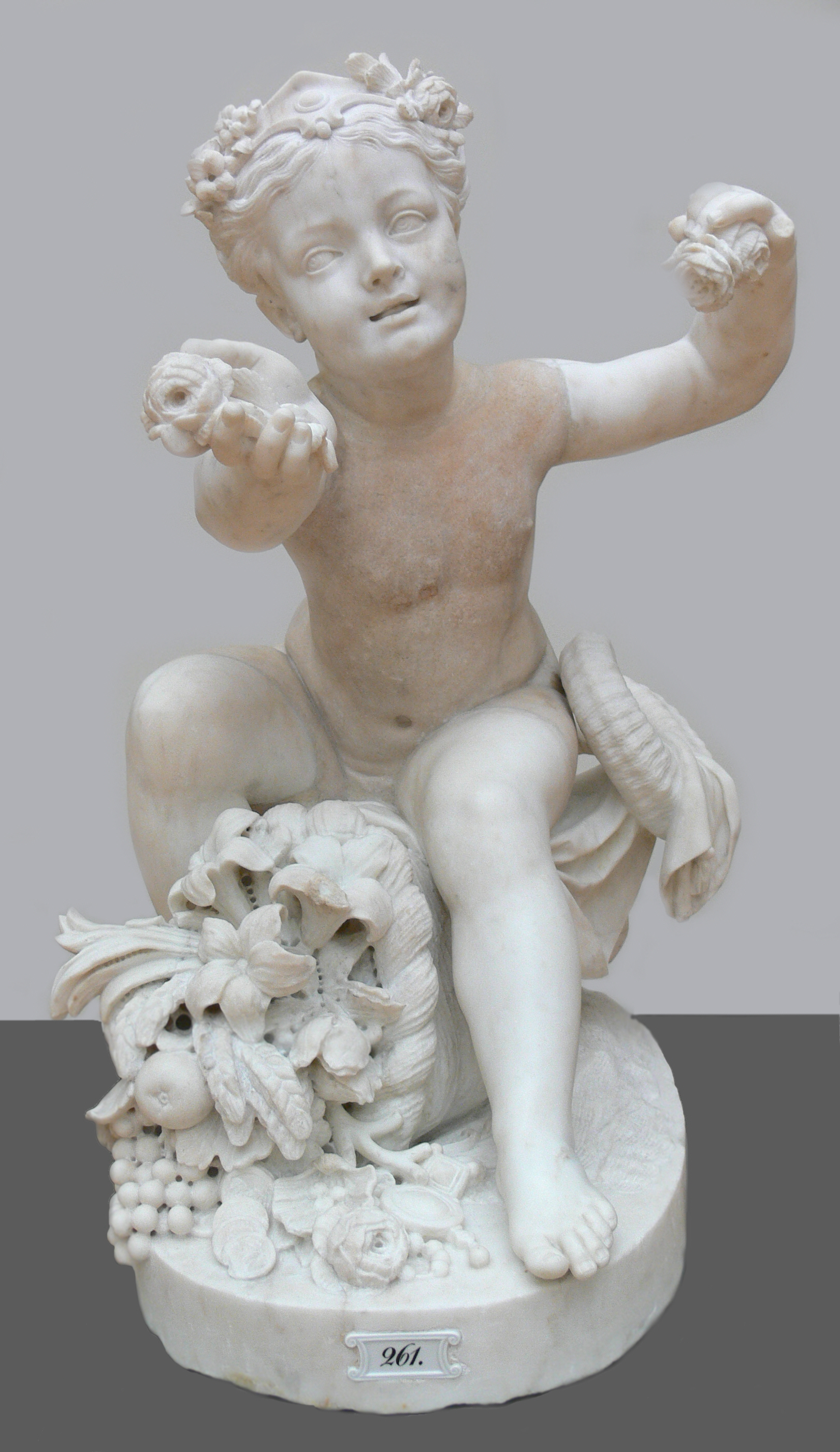
Le Génie de l'abondance, 1731, Bode Museum.
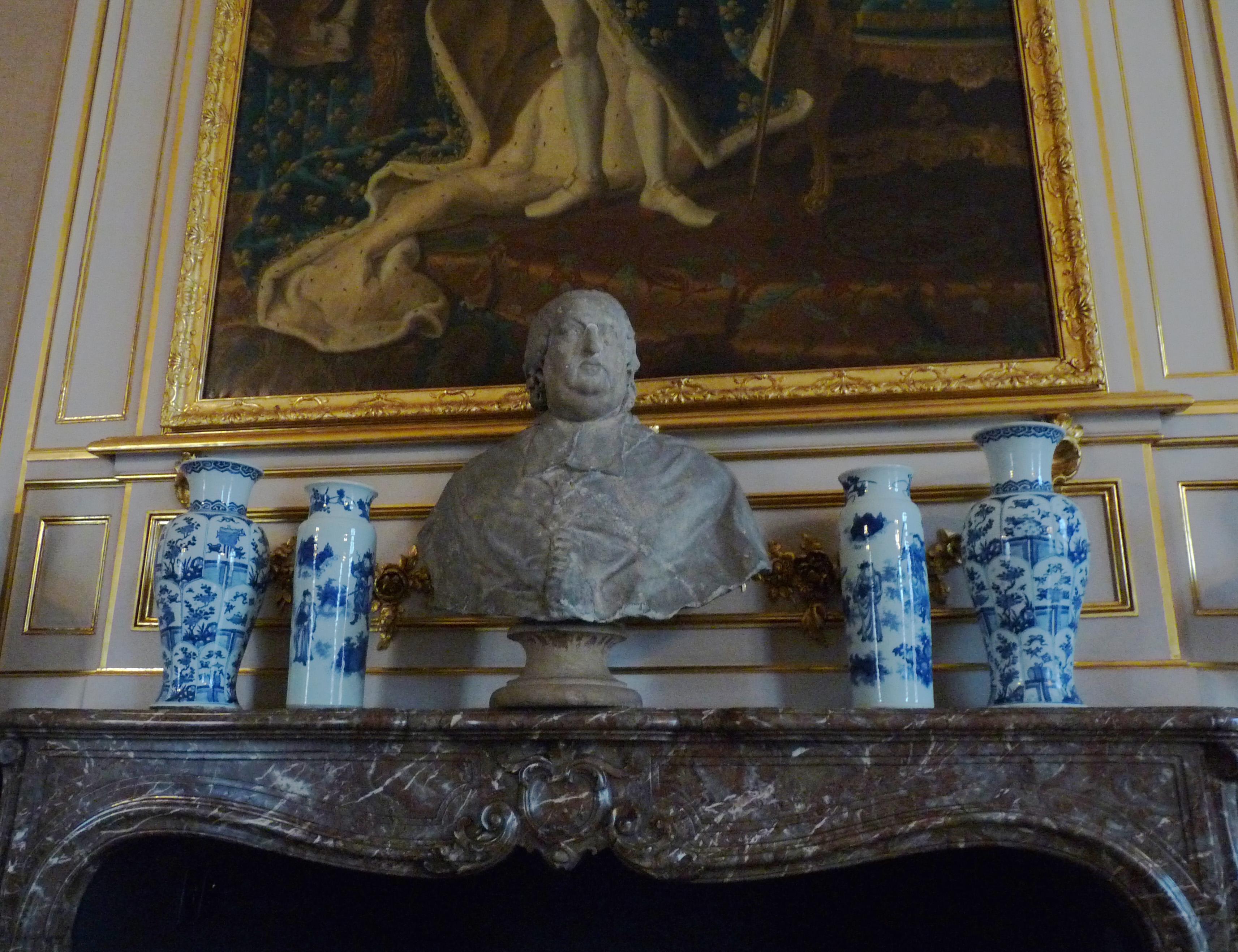
Armand Gaston Maximilien de Rohan, buste dans la bibliothèque du palais Rohan à Strasbourg.

## Hommages

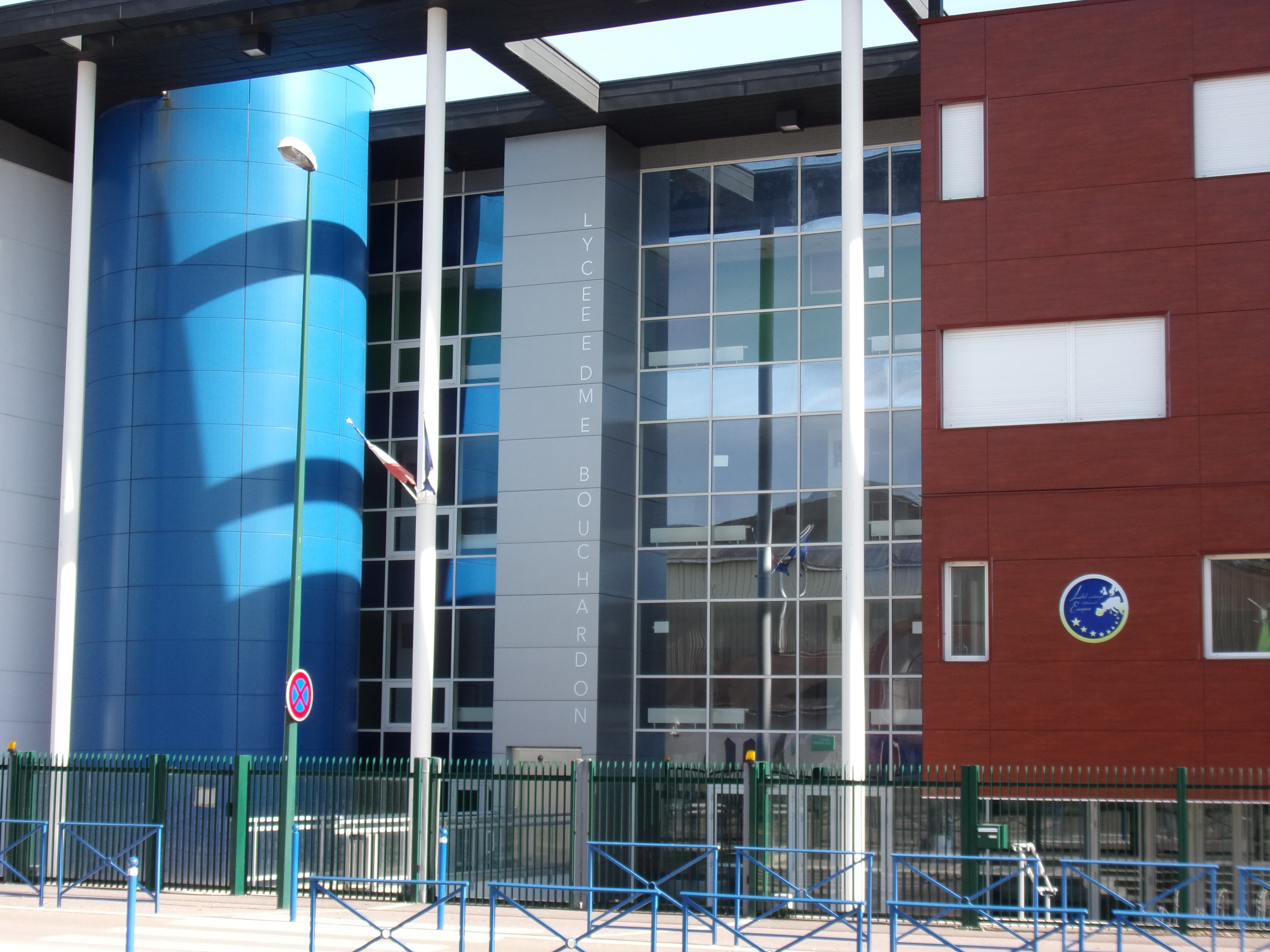
Entrée du lycée Edme-Bouchardon à Chaumont.

À Chaumont, sa ville natale, son nom a été donné au lycée d'enseignement général, à une fontaine avec son buste et à une rue du centre-ville.
La ville de Paris comporte une rue Bouchardon (10e arrondissement).
Une « Exposition Bouchardon » a été organisée au musée du Louvre à l'automne 2016.
L'administration des PTT lui a rendu hommage à deux reprises, en 1949 avec 4 timbres représentant des bas-reliefs de la fontaine de la rue de Grenelle, et en 1962 avec un timbre à son effigie.